# Гірник Павло Миколайович
Павло́ Микола́йович Гірни́к (* 30 квітня 1956, Хмельницький) — український поет. Лауреат Національної премії України імені Тараса Шевченка (2009).

## Біографічні відомості
Син письменника Миколи Андрійовича Гірника. Мати Тамара Дмитрівна (1926—1989) — етнограф.
Закінчив 1973 року середню школу в Хмельницькому. Вчився на філологічному факультеті Кам'янець-Подільського педагогічного інституту (1973—1974, закінчив перший курс), 1974 перевівся у Київський педагогічний інститут (закінчив 1977). Закінчив Вищі літературні курси в Москві (1987—1989).
Працював учителем української мови і літератури в сільських школах Вінницької області (село Непедівка Козятинського району) та Хмельницької області (село Черепівка Хмельницького району, село Берегелі Красилівського району), завідувачем літературно-драматичної частини Хмельницького театру ляльок.
Член Спілки письменників України (1984), а від 1996 — член Асоціації українських письменників.
Нині живе у скрутних умовах в селі Садовому поблизу Деражні — районного центру Хмельницької області .

## Премії
- Лауреат літературних премій: «Кришталева вишня» (1997), імені Андрія Малишка, імені Павла Усенка, імені Павла Тичини.

- 2 березня 2009 року присуджено Національну премію України імені Тараса Шевченка за книгу віршів «Посвітається» [2].

- 2021 р. - Стипендія видатним діячам культури і мистецтва (Указ Президента України №582/2021).

## Збірки поезій
- «Посвітається» («Університетське видавництво ПУЛЬСАРИ», 2009).
- «Коник на снігу» (2003).
- «Брате мій, вовче», «По війні» (2000).
- «Вибране» (Городок, 1996).
- «Китайка», «Калина», «Се я, причинний…» (всі три — Хмельницький, 1994).
- «Летіли гуси…» (1988).
- «Пахота» (1985) — у перекладі російською мовою.
- «Спрага» (1983).